# Мелінда Цінк
Мелінда Цінк (угор. Melinda Czink, нар. 22 жовтня 1982) — колишня угорська професійна тенісистка. Найвища позиція в одиночному рейтингу — 37, досягнута 21 вересня 2009.

## Фінали турнірів WTA

### Одиночний розряд: 2 (1–1)
| Легенда: До 2009              | Починаючи з 2009                    |
| ----------------------------- | ----------------------------------- |
| Турніри Великого шолома (0–0) |                                     |
| Турніри WTA (0–0)             |                                     |
| Tier I (0–0)                  | Premier Mandatory / Premier 5 (0–0) |
| Tier II (0–0)                 | Premier (0–0)                       |
| Tier III, IV & V (0–1)        | International (1–0)                 |

| Результат | Ранг | Дата            | Турнір                                                     | Покриття | Опонент        | Рахунок       |
| --------- | ---- | --------------- | ---------------------------------------------------------- | -------- | -------------- | ------------- |
| Поразка   | 1.   | 15 січня 2005   | Richard Luton Properties Canberra International, Австралія | Тверде   | Ана Іванович   | 5–7, 1–6      |
| Перемога  | 1.   | 20 вересня 2009 | Tournoi de Québec, Канада                                  | Килим    | Луціє Шафарова | 4–6, 6–3, 7–5 |

### Парний розряд: 1 (0–1)
| Легенда: до 2009              | Легенда: починаючи з 2009           |
| ----------------------------- | ----------------------------------- |
| Турніри Великого шолома (0–0) |                                     |
| Турніри WTA (0–0)             |                                     |
| Tier I (0–0)                  | Premier Mandatory / Premier 5 (0–0) |
| Tier II (0–0)                 | Premier (0–0)                       |
| Tier III, IV & V (0–0)        | International (0–1)                 |

| Результат | Ранг | Дата         | Турнір                            | Покриття | Партнер               | Опоненти                                  | Рахунок               |
| --------- | ---- | ------------ | --------------------------------- | -------- | --------------------- | ----------------------------------------- | --------------------- |
| Поразка   | 1.   | 9 січня 2010 | Brisbane International, Австралія | Тверде   | Аранча Парра Сантонха | Андреа Сестіні Главачкова Луціє Градецька | 6–2, 6–7(3–7), [4–10] |

## Фінали ITF

### Одиночний розряд: 28 (20–8)
| Легенда          |
| ---------------- |
| Турніри $100,000 |
| Турніри $75,000  |
| Турніри $50,000  |
| Турніри $25,000  |
| Турніри $15,000  |
| Турніри $10,000  |

| Результат | Ранг | Дата              | Турнір                                 | Покриття | Опонент in the final    | Рахунок in the final |
| --------- | ---- | ----------------- | -------------------------------------- | -------- | ----------------------- | -------------------- |
| Поразка   | 1.   | 12 червня 2000    | Горн, Нідерландські Антильські острови | Ґрунт    | Anousjka van Exel       | 5–7 6–7              |
| Перемога  | 1.   | 4 лютого 2001     | Стамбул, Туреччина                     | Тверде   | Magdalena Zděnovcová    | 5–7 6–1 6–2          |
| Поразка   | 2.   | 22 квітня 2001    | Белград, Сербія                        | Ґрунт    | Ana Timotić             | 3–6 7–5 5–7          |
| Перемога  | 2.   | 30 вересня 2001   | Ролі, США                              | Ґрунт    | Allison Baker           | 6–3 6–2              |
| Перемога  | 3.   | 7 жовтня 2001     | Авентюра, США                          | Ґрунт    | Neyssa Etienne          | 6–4 6–3              |
| Перемога  | 4.   | 27 січня 2002     | Маямі, США                             | Тверде   | Ліндсей Лі-Вотерс       | 7–5 6–2              |
| Перемога  | 5.   | 3 лютого 2002     | Сальтільйо, Мексика                    | Тверде   | Petra Russegger         | 6–1 3–6 6–4          |
| Перемога  | 6.   | 10 лютого 2002    | Монтеррей, Мексика                     | Тверде   | Федак Юліана Леонідівна | 6–3 3–6 6–1          |
| Перемога  | 7.   | 17 лютого 2002    | Матаморос, Мексика                     | Тверде   | Melisa Arevalo          | 6–2 6–3              |
| Поразка   | 3.   | 29 березня 2002   | Сан-Луїс-Потосі, Мексика               | Ґрунт    | Марія Санчес Лоренсо    | 5–7 5–7              |
| Перемога  | 8.   | 12 травня 2002    | Sea Island, США                        | Ґрунт    | Ешлі Гарклроуд          | 6–1 5–7 6–3          |
| Поразка   | 4.   | 25 листопада 2002 | Маунт-Гамбір, Австралія                | Тверде   | Стефані Коен-Алоро      | 4–6 2–6              |
| Перемога  | 9.   | 18 травня 2003    | Bromma, Швеція                         | Ґрунт    | Івана Абрамович         | 6–1 6–2              |
| Перемога  | 10.  | 22 червня 2003    | Ленцергайде, Швейцарія                 | Ґрунт    | Stefanie Haidner        | 6–3 6–3              |
| Перемога  | 11.  | 20 липня 2003     | Модена, Італія                         | Ґрунт    | Сунь Тяньтянь           | 6–3 6–3              |
| Поразка   | 5.   | 27 липня 2003     | Інсбрук, Австрія                       | Ґрунт    | Віра Душевіна           | 6–7 2–6              |
| Поразка   | 6.   | 16 листопада 2003 | Мехіко, Мексика                        | Тверде   | Кіра Надь               | 2–6 3–6              |
| Перемога  | 12.  | 23 листопада 2003 | Пуебла, Мексика                        | Тверде   | Carla Tiene             | 6–3 6–2              |
| Перемога  | 13.  | 1 лютого 2004     | Вайколоа (Гаваї), США                  | Тверде   | Марія Емілія Салерні    | 7–6 6–2              |
| Перемога  | 14.  | 28 листопада 2004 | Сан-Луїс-Потосі, Мексика               | Тверде   | Маріана Діас-Оліва      | 6–0 5–7 6–3          |
| Поразка   | 7.   | 28 червня 2005    | Фано, Італія                           | Ґрунт    | Кая Канепі              | 6–3 1–6 5–7          |
| Поразка   | 8.   | 29 листопада 2005 | Палм-Біч-Ґарденс, США                  | Ґрунт    | Бетані Маттек-Сендс     | 6–4 4–6 4–6          |
| Перемога  | 15.  | 28 січня 2007     | Вайколоа (Гаваї), США                  | Тверде   | Едіна Галловіц          | 6–2 6–3              |
| Перемога  | 16.  | 5 серпня 2007     | Washington, D.C., США                  | Тверде   | Савчук Ольга Миколаївна | 7–5 7–5              |
| Перемога  | 17.  | 30 вересня 2007   | Ешленд, США                            | Тверде   | Варвара Лепченко        | 6–1 2–6 6–4          |
| Перемога  | 18.  | 12 жовтня 2008    | Піттсбург, США                         | Тверде   | Варвара Лепченко        | 6–2 3–6 6–1          |
| Перемога  | 19.  | 18 квітня 2011    | Дотан, США                             | Ґрунт    | Stéphanie Foretz Gacon  | 6–2, 6–3             |
| Перемога  | 20.  | 2 травня 2011     | Індіан-Гарбор-Біч, США                 | Ґрунт    | Алісон Ріск             | 4–6, 6–1, 6–4        |

### Парний розряд: 16 (10-6)
| Турніри $100,000 |
| Турніри $75,000  |
| Турніри $50,000  |
| Турніри $25,000  |
| Турніри $10,000  |

| Результат | NO  | Дата              | Турнір                | Покриття   | Партнер              | Опоненти in the final                | Рахунок          |
| Перемога  | 1.  | 16 вересня 2001   | Грінвілл, США         | Тверде     | Salome Devidze       | Gaelle Adda Ліндсей Лі-Вотерс        | 6–1, 6–4         |
| Перемога  | 2.  | 30 вересня 2001   | Ролі, США             | Ґрунт      | Allison Baker        | Tracey O'Connor Ліенн Бейкер         | 6–4, 1–6, 6–4    |
| Поразка   | 1.  | 21 січня 2002     | Маямі, США            | Ґрунт      | Neyssa Etienne       | Stephanie Mabry Karin Miller         | 4–6, 7–6(5), 2–6 |
| Поразка   | 2.  | 12 травня 2003    | Bromma, Швеція        | Ґрунт      | Жофія Губачі         | Хісела Дулко Марія Емілія Салерні    | 4–6, 3–6         |
| Поразка   | 3.  | 21 липня 2003     | Інсбрук, Австрія      | Ґрунт      | Мара Сантанджело     | Кіра Надь Марія Вольфбрандт          | 4–6, 6–4, 4–6    |
| Перемога  | 3.  | 1 грудня 2003     | Палм-Біч-Ґарденс, США | Ґрунт      | Еріка Краут          | Аліна Жидкова Тетяна Панова          | 6–1, 6–2         |
| Поразка   | 4.  | 15 листопада 2005 | Тусон, США            | Тверде     | Марія Фернанда Алвеш | Вікторія Азаренко Тетяна Пучек       | 6–4, 6–7, 1–6    |
| Перемога  | 4.  | 17 липня 2007     | Бостон, США           | Тверде     | Наталі Грандін       | Ліга Декмеєре Іпек Шенолу            | 6–1, 6–3         |
| Перемога  | 5.  | 20 липня 2007     | Лексінгтон, США       | Тверде     | Ліндсей Лі-Вотерс    | Кейсі Деллаква Наталі Грандін        | 6–2, 7–6(10–8)   |
| Перемога  | 6.  | 17 вересня 2007   | Альбукерке, США       | Тверде     | Анджела Гейнс        | Ліга Декмеєре Варвара Лепченко       | 7–5, 6–4         |
| Перемога  | 7.  | 3 березня 2008    | Лас-Вегас, США        | Тверде     | Рената Ворачова      | Чжань Цзіньвей Лужанська Тетяна      | 6–3, 6–2         |
| Перемога  | 8.  | 11 травня 2008    | Загреб, Хорватія      | Ґрунт      | Суніта Рао           | Стефані Форец Єлена Костанич-Тошич   | 6–4, 6–2         |
| Перемога  | 9.  | 6 жовтня 2008     | Піттсбург, США        | Тверде     | Ліндсей Лі-Вотерс    | Ракель Копс-Джонс Абігейл Спірс      | 6–2, 7–5         |
| Поразка   | 5.  | 9 лютого 2009     | Мідленд, США          | Тверде     | Ліндсей Лі-Вотерс    | Yi Chen Фудзівара Ріка               | 5–7, 6–7(7–9)    |
| Поразка   | 6.  | 21 вересня 2009   | Альбукерке, США       | Тверде     | Ліндсей Лі-Вотерс    | Машона Вашінгтон Різа Заламеда       | 3–6, 2–6         |
| Перемога  | 10. | 10 лютого 2013    | Мідленд, США          | Тверде (i) | Мір'яна Лучич-Бароні | Марія Фернанда Алвеш Samantha Murray | 5–7, 6–4, [10–7] |

## Досягнення

### Одиночний розряд
| Турнір                                 | 2003 | 2004 | 2005 | 2006 | 2007 | 2008 | 2009 | 2010 | 2011 | 2012 | 2013 | W–L   |
| -------------------------------------- | ---- | ---- | ---- | ---- | ---- | ---- | ---- | ---- | ---- | ---- | ---- | ----- |
| Відкритий чемпіонат Австралії з тенісу | 1р   | 2р   | A    | 1р   | 1р   | LQ   | 2р   | 1р   | A    | LQ   | 1р   | 2–7   |
| Відкритий чемпіонат Франції з тенісу   | LQ   | 1р   | A    | 2р   | 1р   | LQ   | 3р   | 1р   | A    | 2р   | 1р   | 4–7   |
| Вімблдонський турнір                   | A    | 1р   | 1р   | 2р   | 1р   | LQ   | 1р   | 1р   | 3р   | 2р   | A    | 4–8   |
| Відкритий чемпіонат США з тенісу       | 3р   | 1р   | LQ   | 1р   | LQ   | LQ   | 2р   | A    | LQ   | 1р   | A    | 3–5   |
| Перемоги-Поразки                       | 2–2  | 1–4  | 0–1  | 2–4  | 0–3  | 0–0  | 4–4  | 0–3  | 2–1  | 2–3  | 0–2  | 13–26 |

### Парний розряд
| Турнір                                 | 2004 | 2005 | 2006 | 2007 | 2008 | 2009 | 2010 | 2011 | 2012 | 2013 | W–L  |
| -------------------------------------- | ---- | ---- | ---- | ---- | ---- | ---- | ---- | ---- | ---- | ---- | ---- |
| Відкритий чемпіонат Австралії з тенісу | 1р   | A    | A    | A    | A    | A    | 2р   | A    | A    | 2р   | 2–3  |
| Відкритий чемпіонат Франції з тенісу   | A    | A    | 1р   | A    | A    | 1р   | 1р   | A    | A    | A    | 0–3  |
| Вімблдонський турнір                   | A    | A    | 1р   | A    | LQ   | 1р   | 1р   | 1р   | A    | A    | 0–4  |
| Відкритий чемпіонат США з тенісу       | A    | A    | 1р   | A    | A    | 1р   | A    | A    | 1р   | A    | 0–3  |
| Перемоги-Поразки                       | 0–1  | 0–0  | 0–3  | 0–0  | 0–0  | 0–3  | 1–3  | 0–1  | 0–1  | 1–1  | 2–13 |